# Steven Agnew
Pour les articles homonymes, voir Agnew.
Steven Agnew, né le 12 octobre 1979 à Dundonald dans le comté de Down,, est un homme politique nord-irlandais. Chef de la branche du Parti vert d'Irlande en Irlande du Nord depuis 2011, il est député à l'Assemblée d'Irlande du Nord depuis 2011 également.

## Biographie
Titulaire d'une licence en Philosophie de l'Université Queen's de Belfast en 2002,, il travaille ensuite pendant cinq ans dans des centres d'hébergement pour personnes sans domicile fixe. Il rejoint le Parti vert en 2003, dans le contexte des manifestations contre la guerre d'Irak. Motivé à la fois par la justice sociale et par la question du bien-être animal (il est végétarien), il estime que le parti « reconnaît que les besoins des êtres humains et ceux de l'environnement sont inextricablement liés, et que l'économie devrait servir la population plutôt que l'inverse ». Il n'est « pas intéressé par la bataille entre unionisme et nationalisme, qui n'a servi qu'à diviser notre société ».
Candidat malheureux des Verts aux élections européennes de 2009 pour la circonscription recouvrant l'ensemble de l'Irlande du Nord, il ne recueille que 3,3 % des voix, ce qui est néanmoins le meilleur résultat des Verts nord-irlandais à cette date,. Aux élections législatives britanniques de 2010, il est candidat pour les Verts dans la circonscription de Down-nord, et obtient 3,1 % des voix. En janvier 2011 il est élu chef du parti pour l'Irlande du Nord. Aux élections législatives nord-irlandaises de 2011, en mai, il est l'un des cinq élus dans la circonscription plurinominale de Down-nord ; il est alors le seul député vert à l'Assemblée législative.